# Calabrien
Stratigraphie
Gélasien Pléistocène moyen
Sur l'échelle des temps géologiques, le Calabrien est le second étage du Pléistocène. Il forme, avec le Gélasien qui le précède, le Pléistocène inférieur.

Inversions récentes du champ magnétique terrestre. Les zones noires indiquent une polarité identique à la polarité actuelle du globe, les zones blanches une polarité inverse.

## Historique
Le Calabrien a été défini pour la première fois par le français Maurice Gignoux en 1910.

## Chronologie
Le Calabrien succède au Gélasien et précède le Pléistocène moyen. Il s'étend de 1,806 million d'années à 781 000 ans avant le présent.
Le début du Calabrien est défini par une strate de foraminifères planctoniques, et sa fin par la dernière inversion du champ magnétique terrestre de l'histoire géologique, dite inversion Brunhes-Matuyama.
À noter que le début de la période coïncide presque avec la fin de l'épisode magnétique d'Olduvaï, datée de 1,78 million d'années (voir schéma ci-contre).

## Stratigraphie
Le stratotype de référence du début du Calabrien est la coupe de Vrica, près de Crotone, en Calabre, en Italie (coordonnées 39° 02′ 18,61″ N, 17° 08′ 05,79″ E).

## Hominina
Le Calabrien est la période durant laquelle s'éteint le genre des Paranthropes, laissant pour seul genre d'Hominina subsistant le genre Homo.